# Черниговский съезд
Черниговский съезд — последний известный княжеский съезд Ольговичей. Произошёл в Чернигове в 1206 году. На встрече присутствовал Всеволод Святославич Чермный с родственниками, Владимир Северский с родственниками, Мстислав Смоленский с племянниками и половцы. Предположительно, интерес Игоревичей состоял в приобретении Галича, черниговских Ольговичей — в приобретении Новгорода-Северского. Условия помощи смолян Ольговичам неясны, во всяком случае Ольговичи поначалу готовы были мириться с княжением Рюрика в Киеве за передачу Белгорода Глебу Святославичу.

## Вопрос о галицком наследстве
Съезд был собран вскоре после гибели Романа Галицкого и возникновения проблемы наследования его обширных владений. Прямые наследники Романа, Даниил и Василько, хотя и поддерживались венграми, были младенцами и претендовать на реальную власть не могли. Игоревичи же были сыновьями Ефросинии, дочери Ярослава Осмомысла галицкого (ум.1187).
В 1201 и 1205 годах Рюрик, Ольговичи и половцы уже пытались овладеть Галичем, но в первый раз были застигнуты врасплох Романом и лишились Киева, а во второй просто вернулись со срамом великим , столкнувшись с сопротивлением галичан и венгерского гарнизона, данного королём вдове Романа. В 1206 году, после съезда, был произведён аналогичный поход, но на сторону союзников был привлечён также Лешек Белый, в походе против которого погиб Роман. Кроме того, в Галич вернулись из изгнания сторонники призвания на княжение Игоревичей, бояре Кормиличичи. В результате Игоревичам несколько лет с перерывами удавалось занимать княжеские столы в Галиче, Владимире-Волынском, Перемышле и Звенигороде.

## Вопрос о Новгороде-Северском
Квашнин-Самарин Н.Д. предположил, что Игоревичи уступили черниговским Всеволодовичам Новгород-Северский за помощь в овладении Галичем (1206). Зотов Р. В. и Войтович Л. В. не поддержали это предположение и считали, что старшая ветвь Ольговичей оказалась в Новгороде-Северском сразу при переходе Игоря в Чернигов (1198).
Войтович Л. В. признаёт, что большинство историков связывает съезд с последующим походом на Галич, но сам считает, что съезд распространял принципы Любечского съезда (1097) на Черниговскую землю. Действительно, впоследствии известно о том, что перемещение между столами в Чернигово-Северской земле прекратилось. Исследователь считает, что это коснулось и Новгорода-Северского, причём он стал уделом Глеба Святославича, правившего там, по предположению Войтовича, на момент съезда. В частности, конфликт между Михаилом Черниговским и Олегом Курским в 1226 году исследователь объясняет попыткой последнего захватить Новгород-Северский и тем самым добиться изменения решений черниговского съезда.